# Eickener Straße 187–189 (Mönchengladbach)

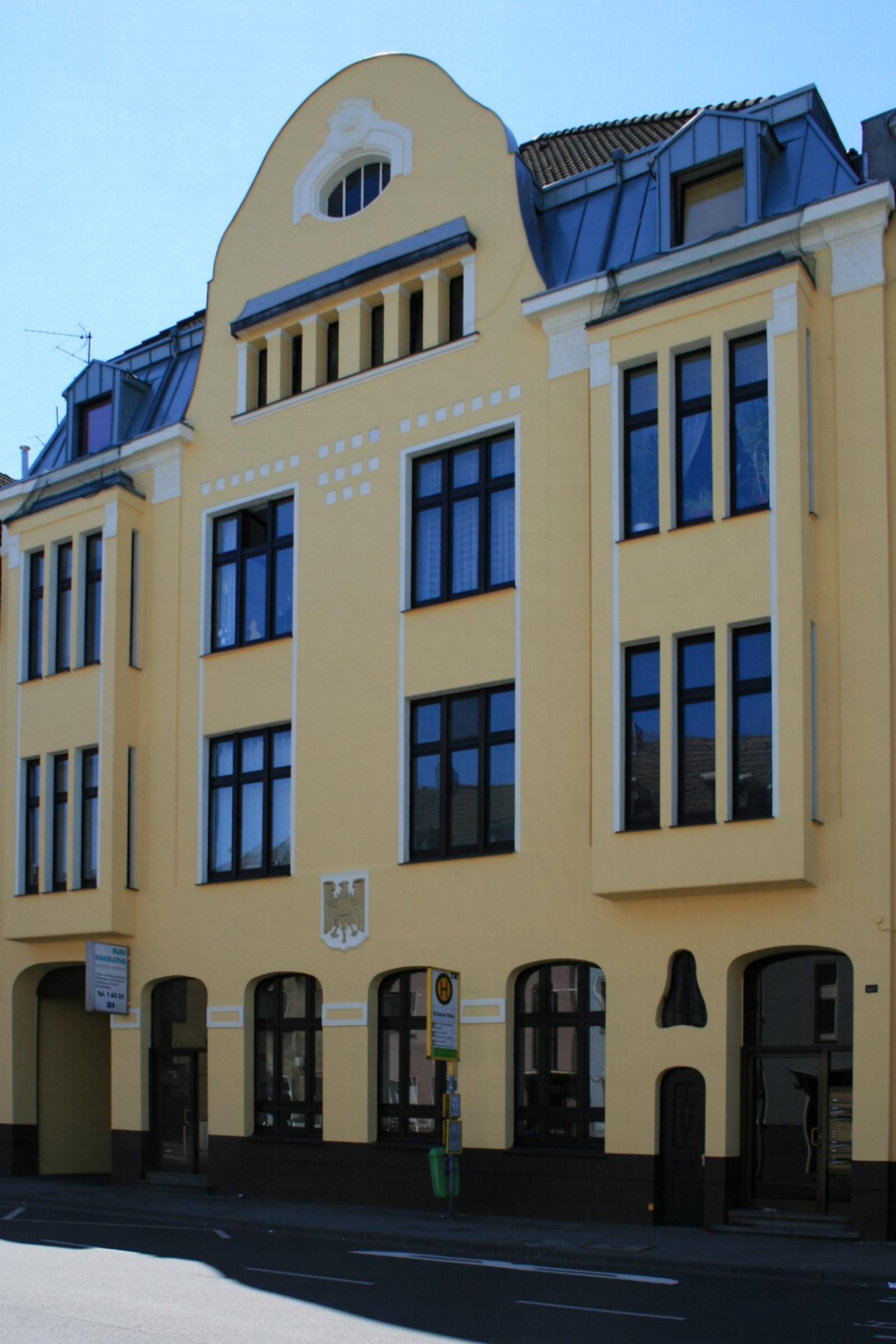
Wohn- und Bürohaus (2010)

Das Wohn- und Bürohaus Eickener Straße 187–189 steht im Stadtteil Eicken in Mönchengladbach (Nordrhein-Westfalen).
Das Haus wurde 1909/1910 erbaut. Es ist unter Nr. E 015 am 13. September 1988 in die Denkmalliste der Stadt Mönchengladbach eingetragen worden.

## Architektur
Das Haus Nr. 187–189 bildet mit den nachfolgenden Gebäuden Nr. 185, 191, 193 und 195 eine geschlossene Baugruppe historischer Wohnhäuser, die sich bis in die „Eickener Höhe“ hinein fortsetzt.
Das dreigeschossige Mietwohnhaus mit barockisierendem Schweifgiebel und ausgebautem Mansarddach stammt aus der Zeit 1909–1910. Zur Straße hin sparsam dekorierte Stuckfassade, insgesamt glatt verputzt in vierachsiger Gliederung. Rechts- und linksseitig durch einen flach ausgebildeten, beide Geschosse übergreifenden Erker vertikal akzentuiert.